# BAJARAKA
BAJARAKA (chữ viết tắt tên bốn sắc tộc: Bahnar, Jarai, Rhadé và Kaho) là phong trào phản đối chính sách phân biệt đối xử người Thượng trên Cao nguyên Trung phần của chính quyền Việt Nam Cộng hòa. Đây là tiền thân của tổ chức FULRO.

Hiệu kỳ

## Bối cảnh
Sau Hiệp định Genève, thủ tướng Ngô Đình Diệm cho hủy bỏ quy chế Hoàng triều Cương thổ, tức chấm dứt đặc quyền của Quốc trưởng Bảo Đại trên vùng Cao nguyên và gom vùng đất này vào lãnh thổ chung của Quốc gia Việt Nam. Cũng theo đó thì Tòa án dựa trên phong tục của các sắc tộc người Thượng bị bãi bỏ, thay thế bằng luật pháp quốc gia. Chủ ý của chính sách mới là để gây dựng Kinh Thượng bình đẳng, đoàn kết và hội nhập để phát triển.
Sau khi thành lập Việt Nam Cộng hòa thì chính phủ Đệ Nhất Cộng hòa mở Văn phòng Cố vấn Thượng Vụ, sau nâng lên thành Nha Công tác Xã hội Miền Thượng trực thuộc Phủ Tổng thống để điều hành việc phát triển kinh tế và xã hội vùng Cao nguyên. Về mặt kinh tế có khoản mở rộng đất đai canh tác và lập các khu dinh điền, định cư hàng trăm nghìn người từ miền Bắc di cư vào Nam. Một số được đưa lên vùng sơn cước.
Về mặt hành chánh chính phủ cũng bãi bỏ ngạch công chức riêng của người Thượng kể từ ngày 9 tháng 5 năm 1958 theo tuyên bố của Tổng thống Ngô Đình Diệm: "Dù Kinh hay Thượng phải căn cứ vào học vấn hay năng lực mà sử dụng." Một số người Thượng trước được hưởng ưu tiên nay mất địa vị đó. Trong khi đó thì cuộc cải cách điền địa tiến hành khiến người Thượng mất quyền sở hữu cha truyền con nối trên đất đai của họ. Những yếu tố này dần gia tăng bất mãn trong cộng đồng người Thượng. Chính quyền cũng giải tán tòa án phong tục thời phong kiến với mục đích đưa luật pháp quốc gia lên hàng đầu. Tuy không có văn kiện nào chính thức bãi bỏ quy chế trên nhưng trong thực tế các tòa án dùng luật tục của người Thượng không được duy trì, càng thêm tạo xung đột giữa dân Thượng và chính quyền.

## Thành lập phong trào
Tại Darlac năm 1955 đã xuất hiện Mặt trận Giải phóng Dân tộc Thượng (tiếng Pháp: Front de Libération des Montagnards, FLM) do sắc tộc Rađê đề xướng để phản đối chính sách của chính phủ Ngô Đình Diệm. Đến Tháng Năm với sự hưởng ứng của các sắc tộc khác thì phong trào này lấy tên BAJARAKA, danh xưng kết bằng bốn sắc tộc lớn: Bana, Jarai, Rađê và Kaho; nhóm người lãnh đạo phong trào gồm có Y Bhăm Êñuôl (người Rhadé, sáng lập viên), Siu Síp (nhân sĩ Djarai), Y Dhơn Adrong (hiệu trưởng trường tiểu học Lạc Thiện), Y Nuin Hmok (giáo viên trung học buôn Kram), Y Nam Êban (sĩ quan quân đội), Paul Nưr (trí thức Bahnar) và nhiều nhân sĩ gốc Chăm, Mạ, Stiêng... Y Bhăm Êñuôl cho thành lập Ủy ban Tự Trị Trung ương, trụ sở đặt tại Pleiku, để chỉ huy phong trào.
Tháng 5 năm 1958, BAJARAKA gởi kháng thư đến tòa Đại sứ Pháp, Đại sứ Hoa Kỳ và Liên Hợp Quốc,... tố cáo những hành vi phân biệt đối xử của chính quyền Việt Nam Cộng hòa đối với các dân tộc thiểu số và kể công trong việc chống lại quân phiệt Đế quốc Nhật Bản, Việt Minh và Việt Cộng; họ yêu cầu các cường quốc can thiệp để người Thượng được độc lập.
Tháng 8 và 9 năm 1958, phong trào Bajaraka tổ chức nhiều cuộc biểu tình tại Kontum, Pleiku, Ban Mê Thuột. Các cuộc biểu tình bị trấn áp và những lãnh tụ của phong trào như Y Bhăm Êñuôl, Y Dhơn Adrong, Y Dhê Adrong, Y Nuin Hmok, Y Wick Buôn Ya, Y Het Kpor, Y Tluốp Kpor, Y Sênh Niê, Y Bun Sor, Y Yu Êban, Y Thih Êban, Touneh Yoh, Siu Sip, Paul Nưr, Nay Luet,... bị bắt.
Từ năm 1956 đến năm 1962, cho rằng người Thượng rất thiện chiến trong các rừng rậm, các cố vấn quân sự Mỹ vào các buôn làng, trang bị vũ khí cá nhân, thành lập các đội Dân Sự Chiến Đấu Thượng (CIDG-Civilian Indigenous Defense Group) và Lực lượng Đặc Biệt (Special Force) để chống cộng sản. Người Thượng bị lôi cuốn vào cuộc chiến Việt Nam một số ngả theo Cộng sản sau khi Mặt trận Dân tộc Giải phóng miền Nam Việt Nam ra đời năm 1960. Số khác ủng hộ chính phủ Việt Nam Cộng hòa. Cùng lúc đó ở Nam Vang vào cuối năm 1960 hai nhóm người Chàm và Khmer Krom cũng thành lập Mặt trận Giải phóng Champa và Mặt trận Giải phóng Khmer Krom mở đường liên kết cho các sắc tộc ở miền Nam Việt Nam.

## Thành lập Mặt Trận Giải Phóng Cao Nguyên (FLHP)
Ngày 19 tháng 5 năm 1961, phe Cộng sản triệu tập 23 đại biểu các sắc tộc Cao nguyên và lập nên Phong trào Cao nguyên Tự trị (tiếng Pháp: Mouvement pour l'Autonomie des Hauts Plateaux) vào giao cho Y Bih Aleo lãnh đạo để hợp tác với quân Cộng sản. Khi nền Đệ Nhất Cộng hòa Việt Nam bị lật đổ thì tất cả những lãnh tụ phong trào BAJARAKA trước kia bị bắt giam đều được phóng thích qua sự can thiệp của Hoa Kỳ, tăng cường thêm cho Phong trào Tây nguyên Tự trị. Tháng 3 năm 1964 lãnh tụ BAJARAKA lập nên Mặt trận Giải phóng Cao nguyên (tiếng Pháp: Front de Libération des Hauts Plateaux, gọi tắt là FLHP), đổi hẳn đường lối từ yêu sách tự trị sang ly khai độc lập. Ngay từ khi lúc sơ khởi, Mặt trận Giải phóng Cao nguyên đã phân hóa thành hai phe:
- Phe ôn hòa với Chính phủ Việt Nam Cộng hòa, do Y Bham Ênuôl đại diện.
- Phe Cao nguyên Ly Khai, độc lập, do Y Dhơn Adrong cầm đầu.

Phe Cao nguyên Ly Khai, độc lập, bị Quân lực Việt Nam Cộng hòa truy nã gắt gao phải chạy qua Kampuchea lánh nạn rồi lập căn cứ quanh Camp Le Rolland (thuộc tỉnh Mondolkiri, phía đông bắc Kampuchea cách biên giới Việt Nam 15 cây số).

## Cuộc bạo loạn của phe bạo động FLHP
Ngày 26 tháng 8 năm 1964, một đại hội gồm 55 nhân sĩ Thượng ôn hòa, đại diện các dân tộc thiểu số họp tại Pleiku. Lo sợ bị loại khỏi các cuộc thương thuyết, phe bạo động tổ chức một cuộc nổi dậy vào đêm 19 tháng 9 năm 1964. Các toán biệt kích thuộc Lực lượng Đặc Biệt và các đội Dân Sự Chiến Đấu Thượng đánh chiếm một số đồn bót thuộc tỉnh Quảng Đức như Đức Lập, Bù Đăng, Bù Đốp,... Quân phiến loạn làm chủ quốc lộ 14, đánh đồn Srépok rồi tiến vào Ban Mê Thuột chiếm đài phát thanh kêu gọi dân Thượng nổi lên chống lại người Kinh để xây dựng một quốc gia độc lập. Cuộc nổi dậy làm 35 binh sĩ Việt Nam Cộng hòa thiệt mạng.
Ngày 20 tháng 9 năm 1964 tướng Vĩnh Lộc, tư lệnh Vùng II Chiến thuật, ra lệnh thiết quân luật tại Buôn Ma Thuột, Sư đoàn 23 cùng một số tiểu đoàn biệt động quân và thiết giáp được huy động tái chiếm Đài phát thanh và những đồn bị phiến quân chiếm đóng. Khi lực lượng phiến loạn sắp bị tiêu diệt hoàn toàn thì đột nhiên Tòa Đại sứ Mỹ khuyến cáo Vĩnh Lộc nên thương thuyết.
Ông Y Bhăm Êñuôl, đại diện phe ôn hòa của FLHP được mời ra thương thuyết với phe nổi. Kết quả những thỏa thuận:
- Y Bhăm Êñuôl được cử làm chủ tịch chính thức phong trào FLHP. (Tuy nhiên Y Bhăm Êñuôl đã đào thoát qua Campuchia ngay vào chiều 20 tháng 9)
- Những chỉ huy phiến quân không bị truy tố và không bị truy đuổi khi rút quân qua Campuchia.

## Tham gia sáng lập và trở thành một mặt trận của FULRO
Sau khi Y Bhăm Êñuôl đào thoát qua Campuchia, FLHP liên kết với:
1. Mặt trận Giải phóng Champa (Front de Libération du Champa, FLC) tức FULRO Chăm, do Les Kosem (một tướng nhảy dù người Khmer gốc Chăm) lãnh đạo

2. Mặt trận Giải phóng xứ Campuchia Krom miền Tây Nam Việt Nam (Front de Libération du Kampuchea Krom, FLKK) tức FULRO Khmer, do Chau Dera làm đại diện
3. Thành lập một tổ chức thống nhất gọi là: Mặt trận Thống nhất Đấu tranh của các Sắc tộc bị Áp bức (tiếng Pháp: Front Uni de Lutte des Races Opprimées), tức FULRO

## Sách tham khảo
- Lê Đình Chi. Người Thượng Miền Nam Việt Nam. Gardena, CA: Văn Mới, 2006.
- Po Dharma. Champaka 7: Từ mặt trận FLM đến phong trào FULRO. San Jose, CA: Office International of Champa, 2007.